# 第6諸兵科連合軍 (ロシア陸軍)
第6諸兵科連合軍（だい6しょへいかれんごうぐん、ロシア語: 6-я общевойсковая армия）は、ロシア陸軍の軍。レニングラード軍管区隷下。

## 概要

### ロシア内戦
1918年9月11日、ロシア内戦の影響に伴い、赤軍の第6軍としてロシア・ソビエト連邦社会主義共和国で創設された。
1920年8月、ウクライナ・ソビエト社会主義共和国に移駐し、戦後に解隊された。

### 第二次世界大戦

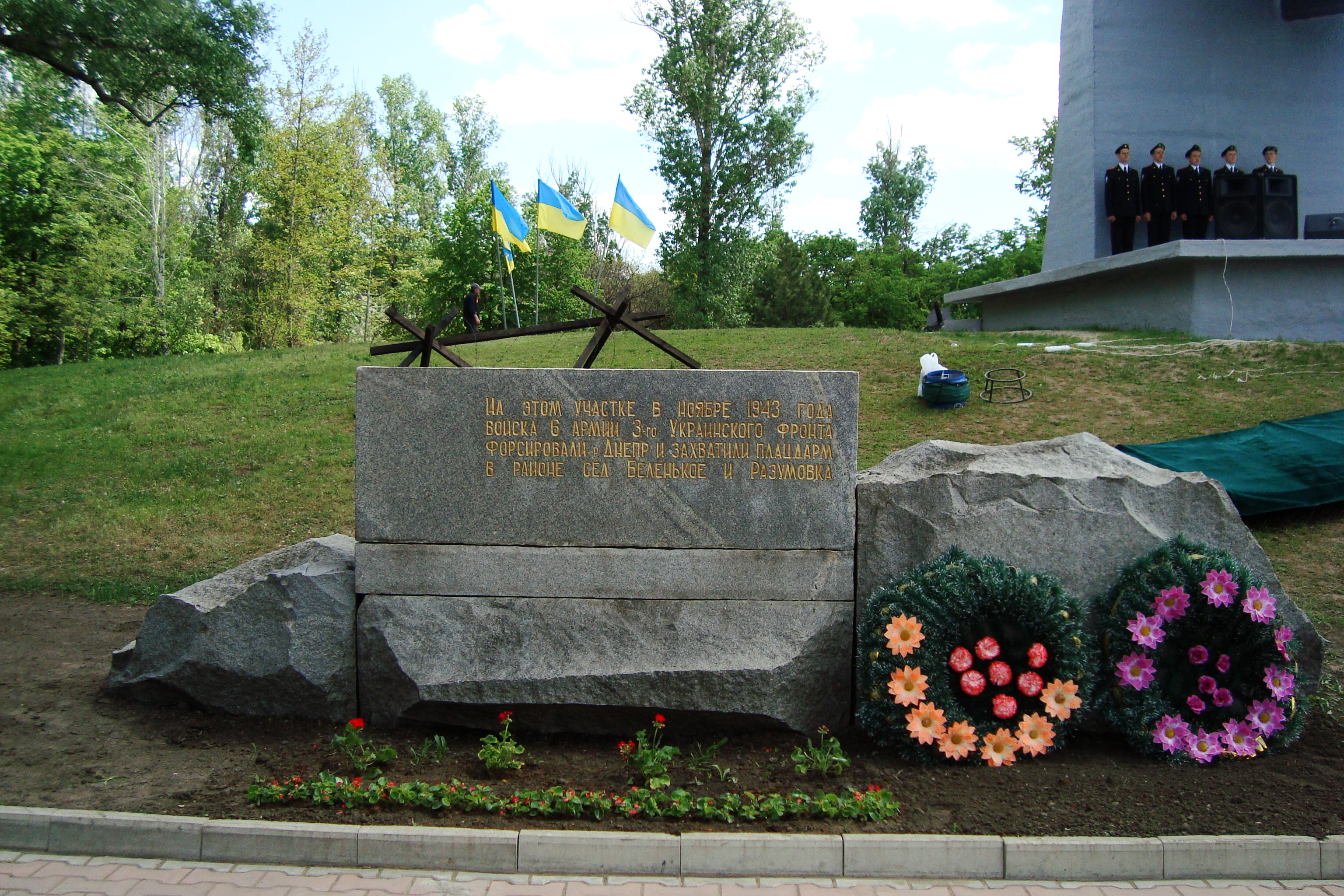
ザポリージャの記念碑

1939年9月28日、第二次世界大戦の影響に伴い、東部軍団を基幹にウクライナ・ソビエト社会主義共和国で再編された。
1939年9月から、ソビエト連邦によるポーランド侵攻、独ソ戦に投入され、ナチス・ドイツからハリコフを防衛し、戦後に解隊された。

### 冷戦
1952年3月、ソ連地上軍の第31狙撃軍団を基幹にロシア・ソビエト連邦社会主義共和国ムルマンスク州で再編された
1974年1月、赤旗勲章を授与された。
1980年1月、アフガニスタン紛争に投入された。

### ロシア陸軍
1992年12月26日、ソビエト連邦の崩壊とロシアの独立で創設されたロシア陸軍に編入し、1998年5月に解隊された。
2010年9月、第25独立親衛自動車化狙撃旅団、第138独立親衛自動車化狙撃旅団を基幹にレニングラード州で再編された。

### ロシアのウクライナ侵攻

#### 北東部・ハルキウ戦線
2022年2月24日、ロシアのウクライナ侵攻ではロシア・ベルゴロド州に配備され、第1親衛戦車軍と合同で攻勢を開始し、侵攻当日に北東部ハルキウ州ハルキウ市内中心部まで進軍した。伝統的にロシア系住民・ロシア語話者が多く、過去にナチス・ドイツから防衛したハルキウではロシア軍は歓迎されて無血開城されるとの見方もあったが、3日間の市街戦の末に撃退された。5月中旬にはウクライナ軍が攻勢を開始し、大損害を出してハルキウ州から撤退した。団員には直前までウクライナ侵攻の事実は伏せられており、軍事演習と騙されて参加し、刑務所に収監されるため除隊もできなかったと戦死したロシア兵の母親が2023年11月に報告した。侵攻当初にはウクライナ政府も「演習と言われてウクライナに連れてこられた。プーチンに騙された」と主張するロシア兵の動画を投稿していた。

#### 東部・スヴァトヴェ-クレミンナ戦線
2023年2月、東部ルハーンシク州セヴェロドネツィク地区に再配置され、占領下のクレミンナを防御した。

#### ロシア・ベルゴロド戦線
2023年6月、第138独立親衛自動車化狙撃旅団がロシア・ベルゴロド州に再配置され、反プーチン・ロシア人勢力の自由ロシア軍団、ロシア義勇軍団の攻勢を防御した。同部隊は動員兵で再編されていたが、装備と物資が不足しており、全滅した部隊も出ていたため補給と救援を要請した。

#### 北東部・クプヤンシク戦線
2023年10月、北東部ハルキウ州クプヤンシク地区に再配置されて攻勢を開始したが、2024年3月に大損害を受けてシンキウカで撃退された。
2024年4月、西部軍管区の解隊に伴い、レニングラード軍管区隷下に配属された。

#### 北東部・ハルキウ戦線
2024年5月、ロシア・ベルゴロド州に再配置され、第47親衛戦車師団と合同で攻勢を開始し、北東部ハルキウ州チュフイウ地区に展開した。

## 編制

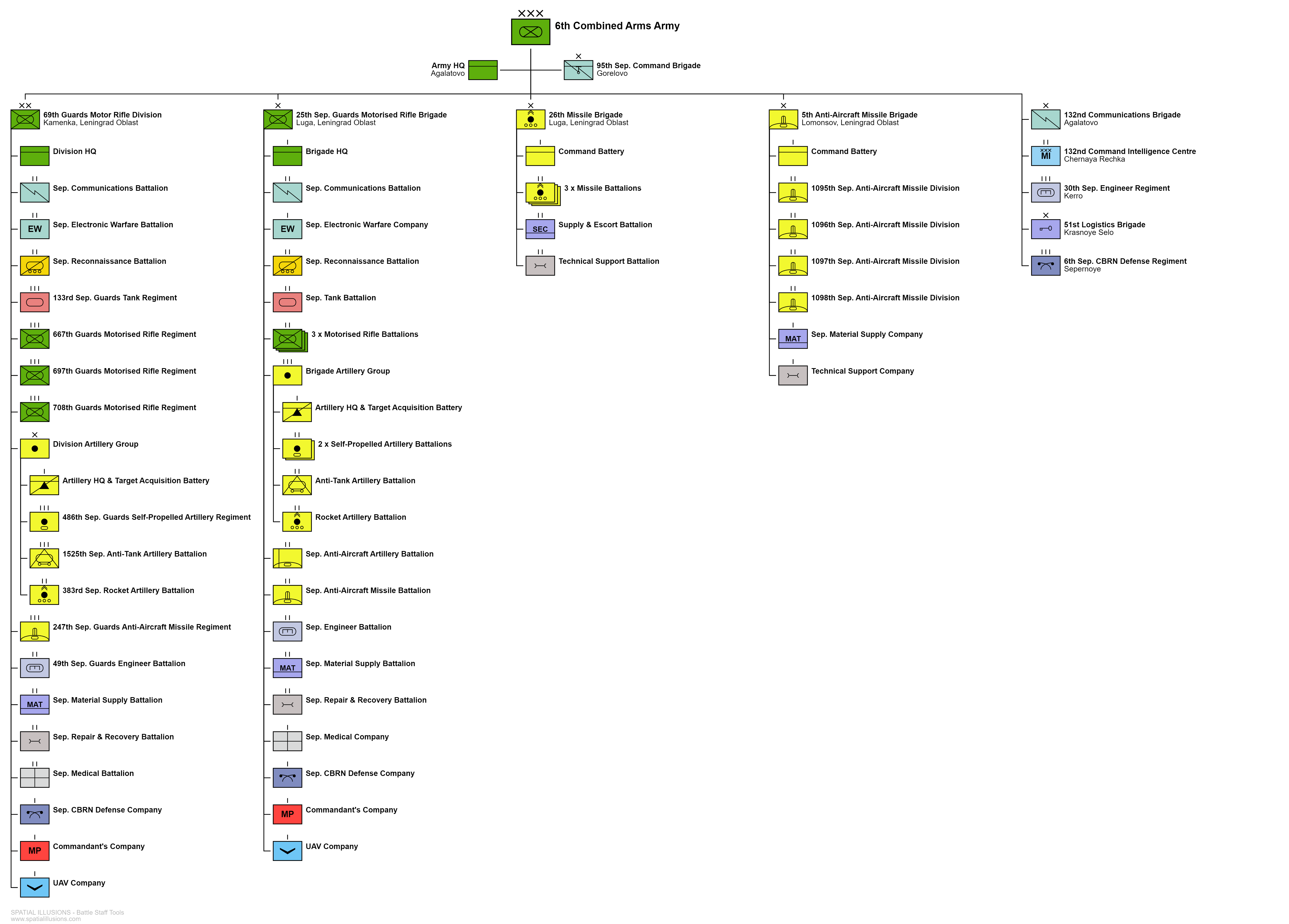
編制図

- 第95司令部旅団（ロシア語版）（アガラトヴォ）
- 第25独立親衛自動車化狙撃旅団（ルーガ）
- 第138独立親衛自動車化狙撃旅団（カメンカ）
- 第9親衛砲兵旅団（ロシア語版、英語版）
- 第26ロケット旅団（ロシア語版、英語版）
- 第5防空旅団（ロシア語版、英語版）
- 第132通信旅団
- 第51兵站旅団
- 第30工兵連隊
- 第6NBC防護連隊

## 著名な出身者
- イワン・ムズィチェンコ
- ゲンナジー・ジトコ
- フィリップ・ゴリコフ
- ロディオン・マリノフスキー